# WASP-11/HAT-P-10
WASP-11/HAT-P-10는 페르세우스자리 방향으로 지구로부터 약 400광년 떨어진 곳에 있는 오렌지색 주계열성이다.

## 행성계
준가스행성 WASP-11b/HAT-P-10b가 이 별 주위를 돌고 있다. 발견에는 트랜싯법을 이용하였고 연구 팀 둘이 독립적으로 발견 사실을 발표하였다. 이 행성이 받는 일사량은 트랜싯법으로 발견된 외계 행성들 중 글리제 436 b와 HD 17156 b에 이어 세 번째로 낮다.
| 동반 천체 (가까운 천체순) | 질량 (MJ)   | 공전주기 (일)                 | 공전궤도 반지름 (AU)    | 이심률 |
| ------------------------- | ----------- | ----------------------------- | ----------------------- | ------ |
| WASP-11b/HAT-P-10b        | 0.53 ± 0.07 | 3.722465(+0.000006/-0.000008) | 0.0439(+0.0006/-0.0009) | 0      |

## 같이 보기
- HATNet 프로젝트